# Nanophyton botschantzevii
Nanophyton botschantzevii är en amarantväxtart som beskrevs av U. P. Pratov. Nanophyton botschantzevii ingår i släktet Nanophyton och familjen amarantväxter. Inga underarter finns listade i Catalogue of Life.